# Union pour le développement des Comores
Die Union pour le développement des Comores ist eine der größeren Parteien auf den Komoren. Mohamed Halifa ist der Präsident der Partei.

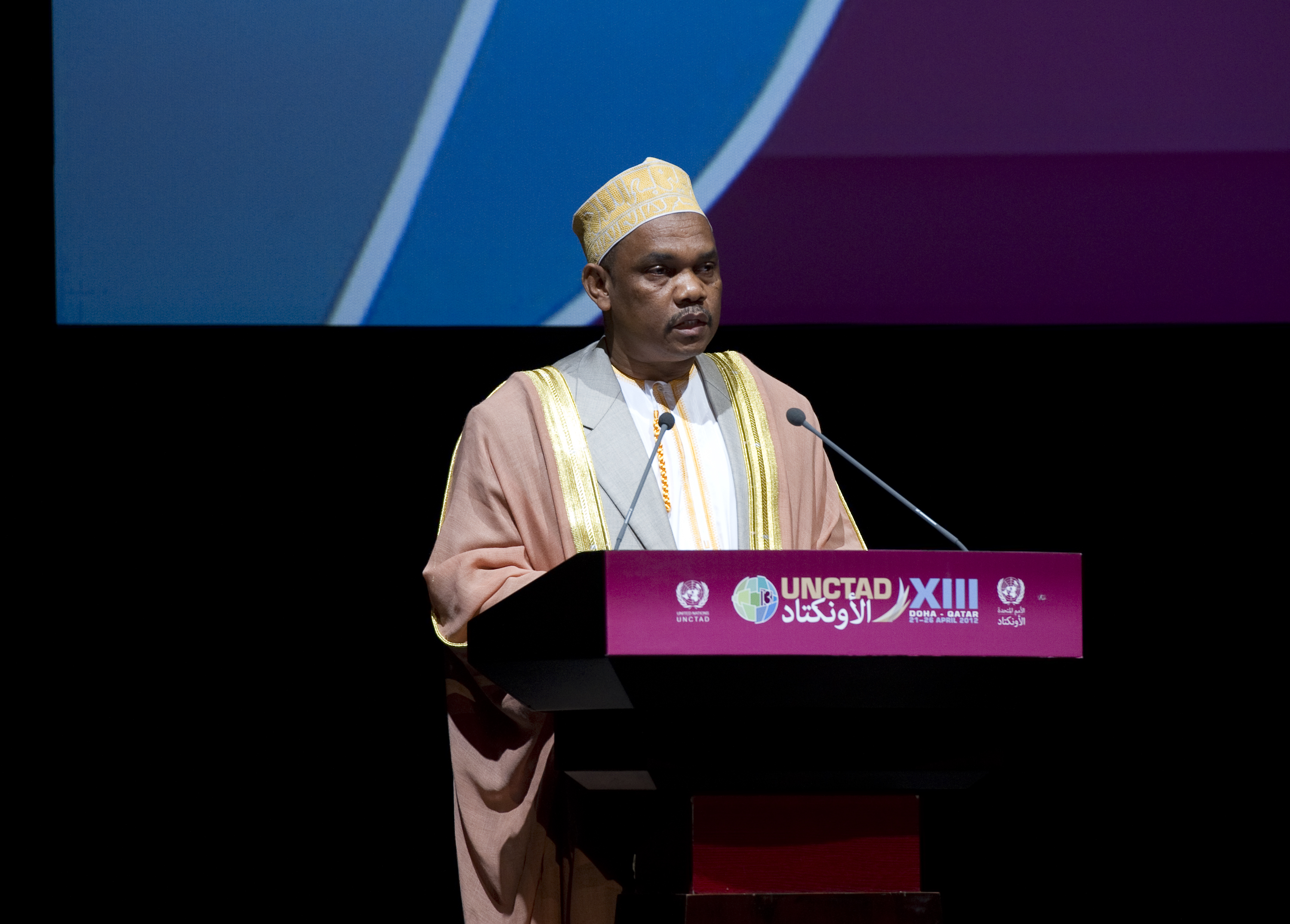
Ikililou Dhoinine, 2012

## Geschichte
Die Partei entstand im Jahr 2013 aus dem Zusammenschluss von politischen Organisationen, welche Präsident Ikililou Dhoinine unterstützen. Bevor die Partei ihren jetzigen Namen bekam, wurde sie „Rally for Democracy in the Comoros“ (französisch Rassemblement pour la Démocratie aux Comoros) genannt.
Bei den Parlamentswahlen 2015 war die UPDC mit 29 % die stärkste Partei und gewann 8 der 24 direkt gewählten Sitze nach dem ersten und zweiten Wahlgang.